# Pakiet zintegrowany
Pakiet zintegrowany – zestaw programów komputerowych zawierający zwykle edytor tekstu, arkusz kalkulacyjny, program graficzny, program do obsługi baz danych itp.
Pakiety zintegrowane są rozwijane od początku lat 80. XX wieku.
AppleWorks został zaprezentowany w roku 1983.
Microsoft Works pojawił się na rynku w 1987 r. (w wersji dla MS-DOS).
W pierwszej połowie lat 90. WordPerfect Corporation rozwijała WordPerfect Works.
Najsilniejszym funkcjonalnie programem tego typu w tamtym okresie był pakiet ClarisWorks.
Obecnie najlepszymi przedstawicielami tej kategorii są pakiety GNOME Office i KOffice.
Podstawowe aplikacje są zwykle uproszczonymi wersjami odpowiednich programów z dużych pakietów biurowych, zaspokajającymi potrzeby domu lub niewielkiej firmy, w której nie stosuje się relacyjnych baz danych czy rozbudowanych narzędzi analitycznych arkusza kalkulacyjnego.
W ostatnich latach zauważalna jest tendencja do wbudowywania w takie programy narzędzi do maksimum upraszczających ich obsługę (szablony, kreatory), co jest istotne dla masowego odbiorcy, mającego na ogół niewielkie doświadczenie w pracy z komputerem.